# Alé Cipollini/Saison 2017
Dieser Artikel beschreibt die Mannschaft und die Siege des Radsportteams Alé Cipollini in der Saison 2017.

## Mannschaft
| Teamkader 2017           | Teamkader 2017     | Teamkader 2017 | Teamkader 2017                          |
| Name                     | Geburtsdatum       | Land           | Vorheriges Team                         |
| ------------------------ | ------------------ | -------------- | --------------------------------------- |
| Martina Alzini           | 10. Februar 1997   | Italien        |                                         |
| Marta Bastianelli        | 30. April 1987     | Italien        | Aromitalia Vaiano (2015)                |
| Chloe Hosking            | 1. Oktober 1990    | Australien     | Wiggle High5 (2016)                     |
| Janneke Ensing           | 21. September 1986 | Niederlande    | Parkhotel Valkenburg Continental (2016) |
| Romy Kasper              | 5. Mai 1988        | Deutschland    | Boels Dolmans (2016)                    |
| Soraya Paladin           | 4. Mai 1993        | Italien        | Top Girls Fassa Bortolo (2016)          |
| Ane Santesteban          | 12. Dezember 1990  | Spanien        | Inpa Sottoli Bianchi Giusfredi (2015)   |
| Martina Stefani          | 6. November 1998   | Italien        |                                         |
| Carlee Taylor            | 15. Februar 1989   | Australien     | Liv-Plantur (2016)                      |
| Anna Trevisi             | 8. Mai 1992        | Italien        | Inpa Sottoli Bianchi Giusfredi (2015)   |
| Daiva Tušlaitė           | 18. Juni 1986      | Litauen        | Inpa-Bianchi (2016)                     |
| Anisha Vekemans          | 17. August 1991    | Belgien        | Lotto Soudal Ladies (2016)              |
|                          |                    |                |                                         |
| Quelle: Cycling Archives |                    |                |                                         |

## Siege
| Siege    | Siege                                                             | Siege                  | Siege  | Siege             | Siege |
| Datum    | Rennen                                                            | Staat                  | Klasse | Siegerin          |       |
| -------- | ----------------------------------------------------------------- | ---------------------- | ------ | ----------------- | ----- |
| 16. Jan. | Women's Tour Down Under, 3. Etappe                                | Australien             | 2.2    | Chloe Hosking     |       |
| 12. Mär. | Drentse Acht van Westerveld                                       | Niederlande            | 1.2    | Chloe Hosking     |       |
| 25. Apr. | Gran Premio della Liberazione                                     | Italien                | 1.2    | Marta Bastianelli |       |
| 17. Mai  | Emakumeen Bira, 1. Etappe                                         | Spanien                | 2.1    | Marta Bastianelli |       |
| 9. Jun.  | The Women’s Tour, 3. Etappe                                       | Vereinigtes Königreich | 2.WWT  | Chloe Hosking     |       |
| 25. Jun. | Litauische Meisterschaften, Straßenrennen Frauen                  | Litauen                | CN     | Daiva Tušlaitė    |       |
| 19. Aug. | Tour of Scandinavia, 2. Etappe                                    | Norwegen               | 2.WWT  | Chloe Hosking     |       |
| 3. Sep.  | Simac Ladies Tour, 6. Etappe                                      | Niederlande            | 2.WWT  | Janneke Ensing    |       |
| 9. Sep.  | Giro della Toscana Femminile – Memorial Michela Fanini, 1. Etappe | Italien                | 2.2    | Janneke Ensing    |       |
| 1. Okt.  | Gran Premio Bruno Beghelli Internazionale Donne Elite             | Italien                | 1.1    | Marta Bastianelli |       |